# Llista de les Duquesses de Curlàndia i Semigàlia
Aquesta és la Llista de Les Duquesses de Curlàndia i Semigàlia, títol consort adquirit pel seu matrimoni amb els ducs titulars.
El Ducat de Curlàndia i Semigàlia, fou una regió històrica de Letònia que va comprendre les regions de Zemgale (Semigàlia) i la de Curlàndia actuals. Es va crear com a resultat de la secularització de les possessions dels Germans Livonians de l'Espasa el 1561 per part del seu Maestre Gotthard Kettler, que es va convertir al luteranisme, va ser el primer duc i es va declarar vassall del Gran Ducat de Lituània.
El van succeir en el ducat els seus fills Frederic i Guillem que van compartir el ducat en dues parts Semigàlia i Curlàndia, però mantenint la unitat del territori sobirà. El 1795 el ducat va ser venut i annexat a Rússia per l'últim duc Peter von Biron.

## Duquesses de Curlàndia

### Casa de Kettler, 1561-1737
| Imatge | Nom                                    | Pare                                                   | Maixement              | Matrimoni              | Es va convertir en duquessa             | Va deixar de ser duquessa           | Mort                   | Cònjuge                      |
| ------ | -------------------------------------- | ------------------------------------------------------ | ---------------------- | ---------------------- | --------------------------------------- | ----------------------------------- | ---------------------- | ---------------------------- |
|        | Anna de Mecklemburg                    | Albert VII de Mecklemburg (Mecklemburg)                | 14 d'octubre de 1533   | 3 de novembre de 1566  | 3 de novembre de 1566                   | 17 de maig de 1587 mort del marit   | 4 de juliol de 1602    | Gotthard Kettler             |
|        | Elisabet Magdalena de Pomerània        | Ernst Ludwig de Pomerània (Pomerània)                  | 14 de juny 1580        | 14 de març de 1600     | 14 de març de 1600                      | 17 d'agost de 1642 deposat el marit | 23 de febrer de 1649   | Frederic Kettler             |
|        | Sofia Hohenzollern                     | Albert Frederic Hohenzollern de Prússia (Hohenzollern) | 31 de març de 1582     | 22 d'octubre de 1609   | 22 d'octubre de 1609                    | 4 de desembre de 1610               | 4 de desembre de 1610  | Guillem Kettler de Curlàndia |
|        | Lluïsa Carlota de Brandenburg          | Jordi Guillem de Brandenburg (Hohenzollern)            | 13 de setembre de 1617 | 9 d'octubre de 1645    | 9 d'octubre de 1645                     | 29 d'agost de 1676                  | 29 d'agost de 1676     | Jacob Kettler                |
|        | Sofia Amàlia de Nassau-Siegen          | Enric II de Nassau-Siegen (Nassau-Siegen)              | 10 de gener de 1650    | 25 d'octubre de 1675   | 1 de gener de 1682 nomenament del marit | 25 de desembre de 1688              | 25 de desembre de 1688 | Frederic Casimir Kettler     |
|        | Elisabet Sofia de Brandenburg          | Frederic Guillem de Brandenburg (Hohenzollern)         | 5 d'abril de 1674      | 29 d'abril de 1691     | 29 d'abril de 1691                      | 22 de gener de 1698 mort del marit  | 22 de novembre de 1748 | Frederic Casimir Kettler     |
|        | Anna Ivànovna de Rússia                | Ivan V de Rússia (Dinastia Romànov)                    | 7 de febrer de 1693    | 11 de novembre de 1710 | 11 de novembre de 1710                  | 21 de gener de 1711 mort del marit  | 28 d'octubre de 1740   | Frederic Guillem Kettler     |
|        | Joana Magdalena de Saxònia-Weissenfels | Joan Jordi de Saxònia-Weissenfels (Wettin)             | 17 de març de 1708     | 20 de setembre de 1730 | 20 de setembre de 1730                  | 4 de maig de 1737 mort del marit    | 25 de maig de 1760     | Ferran Kettler               |

### Casa de Biron, 1737–1740
| Imatge | Nom                                    | Pare                       | Naixement            | Matrimoni            | Es va convertir en duquessa       | Va deixar de ser duquessa              | Mort                  | Cònjuge                |
| ------ | -------------------------------------- | -------------------------- | -------------------- | -------------------- | --------------------------------- | -------------------------------------- | --------------------- | ---------------------- |
|        | Benigna Gottlieb von Trotha gt Treyden | Wilhelm von Trotha Truiden | 15 d'octubre de 1703 | 25 de febrer de 1723 | Juny de 1737 nomenament del marit | 19 de novembre de 1740 exili del marit | 5 de novembre de 1782 | Ernst Johann von Biron |

- Consell del Duc, 1740–58

### Casa de Wettin, 1758–1763
- Francesca Corvin-Krasinska, esposa del duc Carles de Saxònia amb un matrimoni morganàtic, per la qual cosa no va arribar a tenir el títol oficial.

### Casa de Biron, 1763-1795
| Imatge | Nom                                          | Pare                                       | Naixement            | Matrimoni             | Es va convertir en duquessa | Va deixar de ser duquessa       | Mort                  | Cònjuge                |
| ------ | -------------------------------------------- | ------------------------------------------ | -------------------- | --------------------- | --------------------------- | ------------------------------- | --------------------- | ---------------------- |
|        | Benigna Gottliebe von Trotha genannt Treyden | Guillem von Trohta Truiden                 | 15 d'octubre de 1703 | 25 de febrer de 1723  | 1763 marit restaurat        | 1769 abdicació del marit        | 5 de novembre de 1782 | Ernst Johann von Biron |
|        | Carolina de Waldeck-Pyrmont                  | Carles August de Waldeck i Pyrmont Waldeck | 14 d'agost de 1748   | 15 d'octubre de 1765  | 1769 marit nomenat          | 1772 divorci                    | 18 d'agost de 1782    | Peter von Biron        |
|        | Eudòxia Borisovna Yusupova                   | Boris Yusupov                              | 16 de maig de 1743   | 6 de març de 1774     | 6 de març de 1774           | 1778 divorci                    | 19 de juliol de 1780  | Peter von Biron        |
|        | Dorotea von Medem                            | Frederic von Medem                         | 3 de febrer de 1761  | 6 de novembre de 1779 | 6 de novembre de 1779       | 28 de març de 1795 Ducat abolit | 20 d'agost de 1821    | Peter von Biron        |